# タイ文学
タイ文学（タイぶんがく、タイ語:วรรณกรรมไทย）とは、タイ語とタイ文字で表現した文学およびそれを研究・分析することを指す。ここでは主にタイ王国の中央部などにおける小タイ族の文学およびそれの系統を受け継ぐ現代文学のみを取り扱うこととし、同じタイ系民族の文学である現在のラオスを中心に発達したラオス文学、ラーンナータイ王朝を中心に発達したラーンナー文学は説明しないこととする。

## 歴史

### スコータイ王朝時代
スコータイ王朝時代の文学は、ラームカムヘーン大王碑文に始まると言われる。これはスコータイの王、ラームカムヘーンが学者を動員して書かせたものであるが、初めてタイ文字が使われ（ただしこれにはその否定的な意見がある）、簡単な言葉で自然と韻が踏まれた作品である。他にラームカムヘーンによる作品として『プラ・ルワン金言集』などがある。
リタイ王の時代王自身の手によるとされる『三界論』、ノッパラートによる『女官心得』などがある。

### アユタヤ王朝時代
アユタヤ王朝初期にはバラモン教（ヒンドゥー教）の影響を受けた王権思想が導入されラーチャサップというサンスクリット語やクメール語の借用語の多い言葉が王宮内で使われだした。一方パーリ語なども上座部仏教を通じて広まりを見せていた。そのためこれらの文学には、サンスクリット＝パーリ語、クメール語由来の言葉などが多用されタイ文学を大いに豊かなものにした反面で、義務教育が十分に普及していなかった時代であったため、王族や高官による文学の独占という弊害も生んだ。
アユタヤ王朝初期の文学としてラーマーティボーディー1世のよる韻文、『オーンカーンチェーンナム』が挙げられる。これは官吏が王に忠誠を誓うときに唱えられる誓いの文章でバラモン教的儀式の色彩を色濃く残した作品である。トライローカナート王時代の作品に『リリット・ユワンパーイ』がある。これはトライローカナートがラーンナータイ討伐時における勝利を記念して描かれたものである。ラーマティボーディー1世の韻文およびリリット・ユワンパーイはどちらもバラモン教に基づいた王権の正当性を強調するものでこのような作品が非常に多く作られた。
一方で、トライローカナートの時代やソンタム王の時代に、タイ語で『マハーチャート』と称する本生経（釈迦の前世の物語）を題材とした作品も多く作られた。これはスコータイ王朝後期に導入されたタンマラーチャー（ダルマラージャ）の思想がアユタヤ王朝に入っても続いたため、その思想「王はブッダの生まれ変わりであり、仏教徒である」と言う概念に基づき、王権を強化するために書かれたものである。
一方『リリット・プラロー』という現在のプレー県の地元の伝承を元に、国王に捧げるために書かれた文学が現れた。これは、1人の王子と2人の女王の悲恋物語であり、王権思想・宗教思想と大きく結びついた作品とは少し趣を殊にするものである。これは後に欧米の文化が流入すると、「タイのロミオとジュリエット」と呼ばれ、古典文学の最高傑作の一つに祭り上げられた。
アユタヤ王朝後期、ナーラーイ王の時代には内政が安定し、フランスと使節がかわされるなど貿易が発展し、結果文学も発展を見せた。王室にはシープラートなどの詩人が仕官し。ナーラーイ自身も著作を行った。ナーラーイの携わった作品には本生経に取材した『サムッタコート・カムチャン』、『チンダマーニー』、『スアコー・カムチャン』などがある。シープラートはナーラーイに才能を認められながらもその行動の奔放さのため放浪の憂き目を見た詩人であるが、『マハーバーラタ』に取材した『アルニット・カムチャン』やナコーンシータンマラートへ流された時に歌った『シープラート・カムスワン』などがある。この時代の他の作家による作品に、プラ・シーマホーソットによる一般市民の生活を描いた『カープ・ホークローン』、フランスへの外交使節であったチャオプラヤー・コーサーパーンによる『コーサーパーンの日記』などがある。ナーラーイ王の死後は政情不安により一時文学は衰えるがボーロマコート王の時代にはタンマティベート親王（通称エビ王子）による『カープ・ヘールア』などがうまれ文学が一時的に発展した。
1767年のアユタヤ陥落ではビルマ・コンバウン王朝の破壊を受け、その文学作品が多数消失した。現在残っている作品でもこのために一部が欠けていたりしている。これはタイ文学史上、非常に大きな打撃であった。そのためトンブリー王朝以降、歴代の王達は急ピッチで失われた文学の整備を行うことになる。

### トンブリー王朝・チャクリー王朝初期
トンブリー王朝のタークシンは『ラーマーヤナ』のタイ版とも言われる『ラーマキエン』の編纂を行う。この作業はタークシンの処刑と共にチャクリー王朝のラーマ1世に受け継がれ学者などを動員して完成された。この作業時にはタイの説話なども取り入れられインドのヴァールミキ版とは筋は似通っているものの、全く別の趣を持つ文学作品に仕上がり、文学の典型として近代文学でも頻繁に引用される他、絵画、ラコーン（劇）などに大きな影響を及ぼした。ラーマ2世・ラーマ3世の時代にはこの形式の長ったらしい定型の叙事詩が大いに隆盛を極めた。
とくにラーマ2世に置いては世界でもっとも優れた詩人の一人とも言われることのあるスントーン・プーが現れた。スントーン・プーは代表作であり、1人の手による詩としては世界最長とも言われる雅俗混交体の『プラ・アパイマニー』を創作。ラーマ2世、3世とともに『クン・チャーン＝クン・ペーン』を共作した。ラーマ2世はジャワの『パンジー物語』を元に『イナオ』などを著作。また『サントーン』、『クライトーン』などの現在でも古典的名作として取り上げられる著作を残した。

### 近代的散文作品の発達
前述とやや時代が前後するが散文の発達はラーマ1世時代に、官吏のビルマ・コンバウン王朝の侵略に備えて志気を高めるためにチャオプラヤー・プラクランを編集長とする翻訳グループによって書かれた『サームコック』（三国志演義）、『ラーチャーティラート』などの忠誠の家来を描いた翻訳作品が挙げられる。これがタイの近代的な散文文学の曙となった。とくに『サームコック』は文体の格調の高さと、その文体の平易さから現代タイ語の書き言葉の模範となっている。『ラーチャティーラート』は散文であるが、古語を多用している。
一方でタイの近代的な文学の発展・普及を促進した印刷技術は1836年に宣教師によって『モーゼの十戒』や賛美歌などが印刷されたことに始まる。1865年には宣教師であり医師であったブラッドレーが本格的な印刷所を設置し、ロンドンに外交員と共に通訳として滞在したモーム・ラーチョータイのロンドン滞在日記、『ニラート・ロンドン』の版権を400バーツで買収し印刷を開始した。これはタイにおける文学作品の最初の商業出版であり、最初に著作権が主張された作品であった。1870年には前述の『プラ・アパイマニー』が印刷されタイ最初のベストセラーとなった。
一方新聞が中流階級を中心に普及すると前述サームコックが連載され好評を得たため、新聞業界では中国の唐、清代の散文小説が競って翻訳された。

### ラーマ5世時代
ラーマ5世（チュラーロンコーン）の時代には文化的に脱亜入欧の傾向が好まれ、文学もその方向で発展した。まず、大きな影響を与えたのが『千夜一夜物語』、『イソップ物語』に見られる短編の翻訳である。またメー・ワンはイギリス女流作家マリー・コレリーの小説『ヴァンデッタ』の翻訳作品『復讐』を書いた。これはタイ語における最初の現代的長編小説と見なされている。この後長編小説を暇つぶしに読む習慣が上流階級を中心に定着し、タイにおける長編小説受容の基礎を築いた。一方でクルー・リアムによる、前述『復讐』を脚色した作品『復讐にあらず』に代表されるような西洋の作品の換骨奪胎が現れるまでに至った。
しかしながら、タイ人による独自の文学作品を作ろうと言う動きも見られた。ピチットプリーチャーコーン親王による作品に彼の僧院での生活を描いた『思えば楽し』などの楽天的な作品や喜劇、悲劇ものが多く、全体に現代文学的に見られる「人間内面の葛藤」や「実生活に根ざした苦しみ」が描かれることは少なかった。一方で、ノー・モー・ソーの『ラム式部長官書簡』の様に自分の息子に対して留学における忠告を書いたようなものもやや見られた。

### ラーマ6世時代
ラーマ6世（ワチラーウット）は自らが文人であり、1915年には優れた文学を選び出し文芸を振興するためにシャム文芸協会を設立した。ラーマ6世時代は言論の自由が大幅に許されナーラーイ、ラーマ2世に続く「文学の第三の黄金期」とも言われている。ラーマ6世自身200以上の著作を残しておりその中には『ヴェニスの商人』、『ロミオとジュリエット』、『お気に召すまま』などの翻訳作品、『東洋のユダヤ人』、『タイよ目覚めよ！』などの愛国的エッセー、舞踊劇『マッタナパーター』などがあり。興味深いところでは英文小説であるが日本女性をモデルにした『おはなさん』などがある。
短編小説ではナラーティッププラパン親王（ワラワナーコーン親王）による『蝶々夫人』の翻訳小説、その形式を元にした『消えた首飾り』などがあり発展を見せた。詩作では韻文・散文ともに数多く作られた。特筆すべきものとしてクルーテープ（チャオプラヤー・タンマサックモントリー）の社会問題に言及した詩作などが挙げられる。

### 立憲革命まで
ラーマ7世（プラチャーティポック）の時代にもラーマ6世時代の傾向が見られたが、義務教育を受けた世代が生産の中心となっていた次期でもあり、文学はより民衆的になり自然なシチュエーションを好むようになった。このころに登場した重要な作家にドークマイソット、アーカートダムクーン・ラピーパット、シープラートが挙げられる。

### 立憲革命から第二次世界大戦まで
立憲革命後、作家達はより自然なシチュエーションを描くようになり、ラーマ6世時代の西洋の模倣文学の域を脱した。一方で作家扱う対象が分かれてきた。ドークマイソットは過去に対するあこがれを描いたものや、反対にシーブーラパーの『絵の裏』、メー・アノン（リアムエーン）の様に旧体制を批判したもの、コー・スラーンカナーンのような低所得者を描いたものである。とくにこの時代は本当の意味での現代文学の萌芽が見られた時代とされる。

### 第二次世界大戦期
第二次世界大戦にはプレーク・ピブーンソンクラームによるラッタニヨム（愛国信条）により思想・表現の自由が制限され、文学界に暗い陰を落とした。また戦時中の紙不足も読者の文学離れを促進した。この中で作家達の一部は政府の官僚になり難を避けたり、また風刺小説が発達した。とくにダーオハーンによる『パッタヤー』はタイで最初の風刺小説とされる。これに続いてプラヤー・サーパイピパット、ニミットモンコン・ナワラット、ドークマイソットが風刺小説を発表した。一方で海外に逃げて自分を実現しようと奮闘する現実逃避の作品も見られた。これらにはセーニー・サオワポン、ソット・クーラマローヒットなどの作家がいる。

### 戦後からサリット首相の時代まで
この時代、経済的にはインフレに見舞われており、戦時中から続く紙不足も以前深刻であったが、クワン・アパイウォン、プリーディー・パノムヨンなどを中心とする文民政権が誕生し一時的に文学は盛況を迎えた。このころの文学者の表現手法にはいろいろなものがあるが代表的な分け方として、ドゥワンダーオに大表されるような男女の身分の釣り合いが悪いが最終的に恋愛が成就するというもの。シーブーラパー、アーカートダムクーンのような外国を舞台にしたもの。ドークマイソット、コー・スラーンカナーンのように家庭内を描いたもの。ククリット・プラーモートのように王族や王族を中心とした世界を描いたもの。ニミットモンコン・ナワラット、メー・アノン、ソット・クーラマローヒット、セーニー・サオワポンなどの理想を追求したもの。またナーイピー、チット・プーミサックなどの反政府的なものがいる。

### サリット時代以降
サリット・タナラットが総理大臣となるとピブーンソンクラーム以上の独裁ぶりを発揮し議会を廃止し、激しい思想弾圧を行った。これにより作家は再び暗い時代を迎えることになった反政府的な著作を行っていたナーイピーは密林に逃げラオスで死亡。同じく反政府系のチット・プーミサックはイーサーンの密林に逃げ込み政府軍に射殺された。シーブーラパーも共産主義者のレッテルを貼られ北京に亡命し客死した。この時ルワン・ウィチットワータカーンに代表されるような愛国作家以外はことごとく沈黙を守った。
その後70年代初頭にはサリット政権を引き継いだタノーム政権にかげりがルンマイ（新世代）と呼ばれる若手の鋭い社会批判を特徴とする作家達が誕生した。これらにはスチャート・サワッシー、シーダーオルアン、ラーオカムホームなどがいる。このルンマイは日本の小林多喜二などのプロレタリア文学や、先行するナーイピー、チット・プーミサック、セーニー・サオワポンなどの作家の影響も受けている。これらルンマイは現行の社会に対して満足を覚えていた保守派の作家と激しく対立した。保守派の代表格であるトムヤンティもルンマイの攻撃対象となった。しかし1976年の軍事政権の巻き返しにおいて彼らは密林に逃げ込むか、外国に逃亡するかの選択を迫られた。
またこれとは別に70年代前後に『タイからの手紙』のボータン、『その名はカーン』などのスワンニー・スコンターなどの作家も登場した。
1980年代後半以後は仏教書がブームとなり、『法句経』（ダンマパダ）の現代タイ語訳などが出版された